# 妖怪大戦争 ガーディアンズ
『妖怪大戦争 ガーディアンズ』（ようかいだいせんそう ガーディアンズ）は、2021年8月13日公開の日本映画。監督は三池崇史、主演は寺田心。キャッチコピーは「真の勇気はあるか――」。

## あらすじ
20XX年、フォッサマグナに眠る古代の化石が結集して生まれた妖怪獣が東京へ襲来する。人間には天災にしか見えなかったが、真相に気付き「このままでは世界が滅ぶ」と危惧した妖怪たちはこれを食い止めるべく、伝説の妖怪ハンターの血を受け継ぐ小学生の渡辺兄と共に戦いを挑む。

## 登場人物・妖怪
渡辺兄（わたなべ けい）
演 - 寺田心
本作品の主人公。伝説の妖怪ハンター渡辺綱の血を受け継ぐ小学5年生で、所沢市在住。気弱で臆病な性格だが心優しい少年。社会のテストで38点をとるなど、成績はあまりよくない。亡くなった父（演 - 北村一輝）から弟を守るよう託される。綱が用いていた妖刀・鬼切丸を振るって戦う。
狐面の女（きつねめんのおんな）
演 - 杉咲花
妖怪獣を鎮めるための騒動に巻き込まれたケイを導く謎の剣士。ケイからは「狐さん」と呼ばれている。その正体は九尾の狐。
渡辺弟（わたなべ だい）
演 - 猪股怜生
本作品のもう一人の主人公でケイの弟。兄とは対照的に怖いもの知らずで好奇心旺盛な性格。赤いおみくじを引いた者（兄が捨てたものを拾っただけ）と間違われてぬらりひょんたちに連れて行かれ、鉄剣を用いて大魔神を呼び覚ますこととなる。
姑獲鳥（うぶめ）
演 - 安藤サクラ
死んだ赤ん坊を抱え、血だらけの着物を着た妖怪。しかし、その見た目に反し献身的な性格。
猩猩（しょうじょう）
演 - 大倉孝二
真っ赤な肌と装束を身に纏った猿のような妖怪。関西弁を話す妖怪たちのまとめ役。
天狗（てんぐ）
演 - 三浦貴大
世界中の妖怪やモンスターが集まる大会議「ヤミット」で日本代表として演説を行う頭脳派の妖怪。
天狗の精鋭
演 - 中谷太郎、竹田光稀、籾木芳仁、村上和也、三木一輝
天狗直属の部下たちで顔の上部が赤い。
雪女（ゆきおんな）
演 - 大島優子
身体は氷のように冷たいが、心は熱い妖怪。冷たい態度をとる男性を好み、いつもつれない隠神刑部に惚れ込んでいるが彼からはうっとおしがられている。
天邪鬼（あまのじゃく）
演 - 赤楚衛二
自分の考えとは逆の回答ばかりを出す捻くれ者の妖怪。妖怪の世界に迷い込んだケイと出会い、次第に彼と心を通わせていく。捨てられていたガラケーを唯一の友だちとして大切にしている。
実は茨木童子たち鬼一族のスパイであり、密かにケイたちの居場所を彼らに密告していたが、内心ではケイを裏切ってしまったことに罪悪感を抱いていた。
妖怪獣の襲撃によって遺跡の崩壊に巻き込まれてしまうが、ケイに助けられて再び行動を共にする。大魔神が暴走した際にはケイ達の悲願に協力し、ケイに対しての本心を捻くれることなく口に出した。
すべてが終わった後は名残惜しそうにケイたちに別れを告げて他の妖怪たちと共に元の世界に帰っていった。
茨木童子（いばらきどうじ）
演 - SUMIRE
武闘派な鬼一族のリーダーで好戦的な性格。斧を用いて戦う。
酒呑童子（しゅてんどうじ）
演 - 濱尾ノリタカ
刀を武器に戦う鬼の頭領の1人。
末季鬼（まつきおに、演 - 末次弘季）、黒光鬼（くろみつき、演 - 黒澤光司）、笠邪鬼（かさじゃき、演 - 笠原竜司）、佳久鬼（かくおに、演 - 佳久創）、怪筋鬼（かいきんき、演 - ジャスティス岩倉）、亜門鬼（あもんき、演 - 望月あもん）、鬼澤丸（おにさわまる、演 - キャッチャー中澤）、隼悪鬼（じゅんあっき、演 - 竹中隼人）、北王鬼（ほくおうき、演 - 北代高士）他多数（演 - 菅原卓磨）
茨木童子と酒呑童子に率いられる鬼たち。この他にも小説版（山室）には双頭の蛇も登場している。
土蜘蛛（つちぐも）
茨木童子と酒呑童子の乗り物となる巨大蜘蛛の妖怪。
渡辺綱（わたなべ の つな）
演 - 北村一輝
ケイの先祖にあたる伝説の妖怪ハンター。
渡辺礼香（わたなべ れいか）
演 - 松嶋菜々子
渡辺兄弟の母で、看護師。夫亡き後は女手一つでケイとダイを育てている。
リョウ、デニー、トシ
演 - 加藤憲史郎、鶴田陸撰ロコウア（デニー）、田村継
ケイと共に廃校へ肝試しに行く3人の友人。デニーは父親がフィリピン人のダブルである。
小豆洗い（あずきあらい）
演 - 岡村隆史
桶に入った小豆を洗うだけの妖怪。事あるごとに小豆を洗っているため他の妖怪たちからうっとおしがられていた。演者の岡村は前作でも同役を演じていた（容姿は若干異なる）。
夜道怪（やどうかい）
演 - 遠藤憲一
放浪する僧の姿をとり、子供を誘拐する妖怪。演者の遠藤は前作で大天狗を演じていた。
大首（おおくび）
演 - 石橋蓮司
神出鬼没の巨大な生首の妖怪。演者の石橋は前作でも同役を演じていた（容姿は若干異なる）。
ひかきん
演 - HIKAKIN
妖怪の動画投稿サイト「妖Tube」において絶大な人気を誇る妖Tuber。
老人
演 - 柄本明
突如出現した妖怪獣と最初に遭遇する人物。演者の柄本は前作にも出演していた。
ぬらりひょん
演 - 大森南朋
肥大した脳を持つ、頭脳明晰な日本妖怪の総大将。
隠神刑部（いぬがみぎょうぶ）
演 - 大沢たかお
八百八狸を従える狸の妖怪のリーダー。妖怪獣により「あのお方」が復活し、人間が滅びることを願っている。牛鬼が化けた牛鬼バイク（うしおにバイク）に跨る。また、小説版（荒俣）では仲間の中に金長狸や芝右衛門狸、太三郎狸もいる。
雨降小僧（あめふりこぞう）
演 - 荒俣宏
国際妖怪会議「ヤミット」の議長。なぜかいつも寝ている。
河童（かっぱ）
演 - 木村風太
妖怪獣に日本海へ向かうよう説得するが、踏み潰されてしまう。
一本だたら
ヤミットの会場にいたぬらりひょんたちに妖怪獣が出現したことを伝えに来る。
雲外鏡（うんがいきょう）
過去の出来事や遠くで起こっていることを見せることができる鏡の妖怪。
スネコスリ
声 - 小桜エツコ
人間の脛にまとわりつく人懐っこい妖怪。
妖怪獣の襲撃から逃げだそうとしたところを、ダイに拾われ以降彼と行動を共にする。
すべてが終わった後はダイたちの別れを惜しみながらも元の世界へ帰っていった。
枕返し（演 - マメ山田）、手の目（演 - 岩永ひひお）、戸隠の鬼女（演 - 黒岩よし）、砂かけ婆（演 - 諏訪太朗）、ろくろ首（演 - メドウズ舞良）、ぬっぺっぽう（演 - 中道耕介）、キジムナー（演 - 太田隆司）、二口女（演 - 葉丸あすか）、豆腐小僧（演 - 佐藤佐吉）、座敷童子（演 - 山田梨里愛）、川獺（演 - 希代彩）、シバテン（演 - 橋本和典）、油すまし（演 - 里見ゆずな）、ひょうすべ（演 - 中野慎哉）、輪入道（演 - ボブ鈴木）、姥火（演 - 小貫加恵）、一つ目小僧（演 - 花吉真侑）、髪切り（演 - 髙梨裕士）、瀬戸大将（演 - 北川龍星）、子泣き爺、徳利転がし、一反木綿、から傘小僧他多数
赤いおみくじによって選ばれたケイの前にぬらりひょんたちと共に現れ、日本を救って欲しいと懇願する妖怪たち。ヤミットにも参加し、最後には大魔神やケイ、ダイと共に妖怪獣との決戦に臨む。上記の他にも前作の妖怪などが多数登場している。また、小説（荒俣）ではこの他にクエビコや蟹坊主、一つ目入道、柳女、囀り石、飴屋の幽霊、モノノケマジモノ部（モノノケマジモノべ）が登場しており、山室版小説ではなまはげ、漫画版ではサトリ、ヤツメウナギ、足洗い、貧乏神、がんばり入道、火車、狐火、釣瓶火、雪男、水虎、かまいたち、風神、雷神なども登場している。
ガドガワ（演 - 阿部信介）、ダークネコ（演 - 昴太）、中富の風妖怪（なかとみのかぜようかい、演 - 日向夏）
「角川むさしの妖怪絵コンクール」の受賞作品の中から選ばれたオリジナル妖怪。
ドラキュラ伯爵（演 - ティエナン）、ミイラ（演 - 石田亜門）、半魚人（演 - 長友誠）、人魚（演 - アンジェリーナ・D）、サイクロプス（演 - 清水泰地）、メデューサ（演 - イリーナ・リゴスタエバ）、フランケンシュタイン（演 - クリスD.）、イエティ（演 - 西邑隆行）、サテュロス（演 - ジュリアン・ジョリヴェ）、魔女（演 - マリーナ・ZH）、ピエロ（演 - ダニエル・M）、ゾンビ（演 - 加藤琢未）、メー・ナーク（演 - アヤカ・N）、形天（演 - 遊佐亮介）、トロール、生き人形、警備妖怪、他多数
北京で行われた国際妖怪会議ヤミットに集まった世界各国の妖怪たち。ぬらりひょんから妖怪獣と戦うよう懇願されるが、断って帰ってしまう。小説版（荒俣）ではこの他にマナナンガルや狼男、クランプス、カーミラが登場しており、漫画版ではベルゼブブ、バックベアード、ゴーゴン（映画のメデューサに相当）なども登場している。
東儀秀樹
演 - 本人
妖怪獣を鎮める際にどこからともなく三人で登場し、篳篥、龍笛、笙を用いて雅楽を演奏する妖怪。
水龍
骨だけの姿をした竜で水でできたヒゲを持つ。大魔神やケイの乗騎として活躍する。
大魔神
妖怪獣を止めるため妖怪たちが蘇らせようとする伝説の武神。
元は大映（現KADOKAWA）の特撮シリーズ『大魔神』に登場する神であり、今作では炎を頭に灯す、身長が9.8mに設定されているなどのリデザインが施されている。また、妖怪獣が復活した際は困惑の表情をするなど、コミカルな一面も見せていた。
妖怪獣を鎮めた後は暴走しケイたちを踏み潰そうとするが、ケイたちの悲願によって怒りが収まり塵となって消えた。
加藤先生
演 - 神木隆之介
ケイの担任の先生。授業でケイにフォッサマグナとそこに眠る化石について教える。その正体は前作の悪役である加藤保憲。ラストシーンで、妖怪獣の襲撃によって崩壊した学校の教室で黒板に「あのお方」を表す雑面を描きながら不敵な笑みを浮かべていた。小説版（荒俣）では加藤彦一という名前で登場。演者の神木は前作で主人公の稲生タダシを演じていた。
妖怪獣
フォッサマグナに眠る太古の化石の怨念が結集して生まれた存在。初期形態は高さ約300mで、不気味な顔のオーラを放つ巨大なアンモナイトのような姿をしている。
その後、大魔神によって真っ二つに切り裂かれるが、直後に禍々しい竜の姿に変貌する。元は『ゲゲゲの鬼太郎』に登場するキャラクターで、刑部狸が操る妖怪・「蛟龍」の別名である。
あのお方
東京に五芒星の結界によって封印されている謎の存在。全ての妖怪たちの元祖とされる。雑面をシンボルとし、妖怪獣の東京通過によって目覚めさせられようとしていた。隠神刑部は妖怪獣が東京を目指したのはあのお方の意志であると推測した。小説版（荒俣）ではミシャグジと同一視されている。

## スタッフ
- 監督：三池崇史
- 製作総指揮：角川歴彦[3]、荒俣宏[3]
- 脚本：渡辺雄介[2][3]
- 音楽：遠藤浩二
- 製作：堀内大示、松岡宏泰、川崎由紀夫、奥野敏聡、永田勝美、松下智人、藤田晋、五十嵐淳之
- プロデューサー：椿宜和、坂美佐子
- 共同プロデューサー：前田茂司
- ラインプロデューサー：今井朝幸、青木智紀
- 撮影：山本英夫
- 照明：小野晃
- 美術：林田裕至
- 録音：中村淳
- 編集：相良直一郎
- 装飾：坂本朗
- 装置設計：郡司英雄
- VFXスーパーバイザー：太田垣香織
- 妖怪デザイン：寺田克也、井上淳哉
- スタントコーディネーター：辻井啓伺、出口正義
- サウンドエディター：勝俣まさとし
- キャスティングプロデューサー：杉野剛
- キャスティング：平出千尋
- キャスティングスーパーバイザー：柿﨑裕治
- キャラクタースーパーバイザー：前田勇弥
- ヘアメイクディレクター：酒井啓介
- 妖怪特殊メイク造型ディレクター：石野大雅
- 画コンテ・妖怪デザイン：相馬宏充
- 音楽プロデューサー：杉田寿宏
- 協力プロデューサー：水上繁雄、今安玲子
- アシスタントプロデューサー：土川はな
- 宣伝プロデューサー：北原夏樹
- 妖怪担当：山村淳史
- 助監督：長尾楽
- 制作担当：小笠原寿
- 配給：東宝、KADOKAWA
- 制作プロダクション：OLM
- 制作協力：楽映舎
- 製作：「妖怪大戦争 ガーディアンズ」製作委員会（KADOKAWA、東宝、テレビ東京、OLM、ひかりTV、藤商事、サイバーエージェント、ムービーウォーカー）

## 楽曲
主題歌
いきものがかり「ええじゃないか」（ソニー・ミュージックレーベルズ）
作詞・作曲：水野良樹／編曲：近藤隆史・立崎優介・田中ユウスケ／管編曲：本間将人／弦編曲：室屋光一郎
挿入歌「鎮め歌」
作詞：荒俣宏／作曲・演奏：東儀秀樹

## メディアミックス

### コミカライズ
『月刊少年エース』2021年2月号より2022年10月号まで鈴木小波によるコミカライズ作品を連載。
- 鈴木小波（漫画）、渡辺雄介（映画脚本）『妖怪大戦争 ガーディアンズ』KADOKAWA〈角川コミックス・エース〉、全3巻
  1. 2021年4月26日発売[30]、ISBN 978-4-04-111375-2
  2. 2021年8月10日発売[31]、ISBN 978-4-04-111831-3
  3. 2022年11月25日発売[32]、ISBN 978-4-04-111832-0

### ノベライズ
- 荒俣宏（著）『小説 妖怪大戦争 ガーディアンズ』KADOKAWA〈角川文庫〉、2021年4月27日発売[33]、ISBN 978-4-04-110981-6
- 山室有紀子（著）、ひと和（イラスト）、渡辺雄介（映画脚本）『妖怪大戦争 ガーディアンズ』KADOKAWA〈角川つばさ文庫〉、2021年6月9日発売[34]、ISBN 978-4-04-632094-0
- 峰守ひろかず（著）、渡辺雄介（映画脚本）、カズアキ（イラスト）『妖怪大戦争 ガーディアンズ 外伝 平安百鬼譚』KADOKAWA〈メディアワークス文庫〉、2021年6月25日発売[35]、ISBN 978-4-04-913906-8

### 朗読劇
2021年7月3日から4日にところざわサクラタウンジャパンパビリオンホールAで朗読劇『風の聲 ～妖怪大戦争 外伝～』が上演された。その後、再編集版が8月6日から9月5日までオンライン配信された。
キャスト
- 松浦英志：鈴木達央
- 新田千拓：株元英彰
- 松浦紗江：日髙のり子
- 白狐：七海ひろき
- 隠神刑部：堀尾正明
- 風女：望月理恵
- 風ぼっこ：山下音彩
- 猫又：織田海誓
- 枕返し：斉藤隼一
- 夜道怪：前堂友昭
- 河童：水島裕
- 語り部：山寺宏一

スタッフ
- スーパーバイザー：荒俣宏
- 朗読劇プロデュース：水島裕
- 脚本：高橋郁子
- 演出：野坂実
- 制作：プロダクション・エース
- 主催・企画：朗読劇『妖怪大戦争』製作委員会2021

### 関連書籍
- 監修：村上健司、イラスト：井上淳哉・なんばきび『日本妖怪×世界モンスター大集結！ 妖怪 バトル&大図鑑』KADOKAWA、2021年7月15日発売[37]ISBN 978-4041114148

## Blu-ray / DVD
- 妖怪大戦争 ガーディアンズ Blu-ray 豪華版

（特典Blu-ray付2枚組）東宝、2021年12月22日、TBR31278D
- 妖怪大戦争 ガーディアンズ DVD 通常版、東宝、2021年12月22日、TDV31279D

## 受賞歴
- VFX-JAPANアワード2022 劇場公開実写映画部門 優秀賞[38]